# The Big Mouth
The Big Mouth es una película de comedia estadounidense de 1967 producida, dirigida, coescrita y protagonizada por Jerry Lewis estrenada el 12 de julio de 1967 por Columbia Pictures. Fue filmada en San Diego y presenta a Frank De Vol como un narrador en pantalla.

## Trama
Gerald Clamson (Lewis) es un examinador bancario al que le encanta pescar en sus vacaciones anuales de dos semanas. Desafortunadamente, un día en el océano se tropieza con Syd Valentine (también interpretado por Lewis), un gánster herido que viste un traje de buceo. Syd le cuenta a Gerald sobre los diamantes que le ha robado a los otros mafiosos y le entrega un mapa. Gerald escapa en el momento en que hombres rana de un yate ametrallan la playa. Nadan hacia tierra, localizan a Syd y lo matan a tiros. Su líder Thor (Harold J. Stone) asegura la desaparición de Syd disparando un torpedo desde su yate que llega a tierra, y abre un cráter en la playa.
La policía no da crédito a la historia de Gerald, así que se dirige al Hilton Inn en San Diego, donde Syd afirmó que los diamantes estaban ocultos. Allí conoce a Suzie Cartwright (Susan Bay), una azafata de una aerolínea. Mientras busca los diamantes, y después de dañar accidentalmente al gerente (Del Moore) del hotel, debe evitar al personal del mismo. Gerald se disfraza de un personaje notablemente similar al profesor Julius Kelp de The Nutty Professor, mientras intenta mantenerse un paso por delante de los otros gánster que están detrás de él, así como de los detectives del hotel dirigidos por el gerente, al mismo tiempo que corteja a Suzie. Cada uno de los gánster que ve a Gerald, con un parecido idéntico al difunto Syd, tienen crisis nerviosas; uno imaginándose a sí mismo como perro, otro convirtiéndose en un doble de Larry Fine, y otro (Charlie Callas, en su personaje habitual) se convierte en un tartamudo nervioso. Un hombre con el que se encuentra Gerald le cree, y se identifica a sí mismo como un agente especial del FBI, pero resulta ser un fugitivo de un manicomio.
La película culmina en una persecución por SeaWorld San Diego, donde Gerald es perseguido por la mafia de Thor, un grupo rival de gánster que habían hecho un trato con Syd para comprar los diamantes, y un grupo de chinos que hacen contrabando con los diamantes, disimulados como perlas de plástico. Gerald se disfraza de bailarín de Kabuki, pero lo persiguen hasta que Suzie lo rescata sobrevolando con un helicóptero y dejando caer una escalera de cuerda con la que Gerald escapa. Regresan al Océano Pacífico, donde vuelve a aparecer Syd. Los gánster rivales persiguen a Syd en el océano, y Gerald y Suzie se van, profundamente enamorados. Los diamantes nunca se encuentran.
La escena final muestra al narrador, Bogart (De Vol), frente a la cámara y anunciando solemnemente que la historia es verdadera, luego la cámara se aleja y De Vol se da la vuelta y se aleja por el rompeolas donde tuvo lugar la acción inicial y final. De Vol lleva puesto un traje de negocios, excepto los pantalones, y lleva un maletín.

## Elenco
- Jerry Lewis como Gerald Clamson / Syd Valentine.
- Harold J. Stone como Thor.
- Susan Bay como Suzie Cartwright.
- Buddy Lester como Studs.
- Del Moore como Mr. Hodges.
- Paul Lambert como Moxie.
- Jeannine Riley como Bambi Berman.
- Leonard Stone como Fong.
- Charlie Callas como Rex.
- Frank De Vol como Bogart.

## Producción
The Big Mouth se filmó del 5 de diciembre de 1966 al 28 de febrero de 1967 en el recién construido hotel Hilton San Diego en Mission Bay y marcó el debut cinematográfico de Charlie Callas después de conocer a Lewis en un programa de chat y en un cameo por el coronel Harland Sanders.